# Themyscira (DC Comics)
Themyscira (nome copiado da cidade da mitologia grega Temiscira) ou Ilha Paraíso, é uma ilha fictícia do universo criado nas histórias em quadrinhos estadunidense da DC Comics, terra natal das amazonas e sua personagem em destaque é a Mulher-Maravilha.
Também chamada de "Ilha Paraíso", Themyscira constitui-se num refúgio das mulheres guerreiras sob as bênçãos dos deuses do Olimpo; foi ali, do barro da própria ilha, que a rainha Hipólita esculpira, segundo os quadrinhos, a figura feminina de uma criança pela qual se apaixona maternalmente — numa concepção em que se abstrai totalmente a presença masculina — e pede às divindades olímpicas que lhe dessem a vida, no que foi atendida recebendo a sua criatura poderes de vários dos deuses, surgindo assim a heroína que assumiria a identidade secreta de Diana Prince.
As estórias da DC tiveram uma certa linearidade até o ano de 1986, a partir de quando foram reescritas; desta forma o "mito" do surgimento da Mulher-Maravilha teve duas versões: a de 1941 e outra em 1987, cada uma delas num contexto sócio-político distinto; também se considera a semelhança da origem desta heroína com a do Superman: este viera de um planeta condenado, enquanto aquela de uma ilha oculta do mundo, ambos os lugares alheios às influências da realidade histórica e cultural contemporâneos.
Para o escritor e crítico especializado em quadrinhos Noah Berlatsky, Themyscira constitui-se num precursor de ambiente utópico feminista; junto à Herland de Charlotte Perkins Gilman em 1915, a Ilha Paraíso imaginada por Marston segue essa tradição de se criar uma realidade inteiramente feminina, neste caso "uma comunidade matriarcal apenas de mulheres guerreiras, que consideram umas às outras como irmãs”.

## Contexto histórico e cultural
Themyscira surgiu no contexto da introdução das primeiras heroínas nas revistas em quadrinhos, onde apenas homens eram dotados de superpoderes; ali, a criatura de Hipólita se torna a princesa das amazonas e mais poderosa dentre as guerreiras do lugar. A sociedade americana nas décadas de 1930 e 1940 passava por transformações sociais com as mulheres reivindicando e conquistando mais espaço e direitos, como o de votar, trabalhar, etc.; com as duas guerras mundiais, elas passaram a suprir no mercado de trabalho o espaço que os homens enviados ao front deixaram vagos.

O capitão Steve Trevor cai na ilha e é repelido pela princesa Diana, que diz: "Volte! Todos os homens foram banidos desta ilha pela lei de Afrodite!". Uma placa reforça a exclusão: "Advertência! MORTE para todo homem que colocar o pé na Ilha Paraíso!"
Marston criou um lugar feminista utópico.

O lugar, bem como sua personagem principal, foi idealizado pelo psicólogo estadunidense William Moulton Marston (o mesmo que desenvolveu o detector de mentiras ou polígrafo), que usava então o pseudônimo de Charles Marston e foi desenhada por Harry George Peter; o objetivo de Marston, ele próprio defensor do poliamor e vivendo com duas mulheres, na época foi resumido numa entrevista em que declarou: "Nem mesmo as meninas querem ser meninas tanto tempo como o nosso arquétipo feminino que carece de força, dominação e poder. Não querendo adotar esse arquétipo, não querem ser submissas, amantes da paz como as boas mulheres são. As fortes qualidades da mulher tornaram-se desprezadas por causa de sua fraqueza. A solução óbvia era criar uma personagem feminina com toda a força do Superman, mais todo o fascínio de uma mulher boa e bonita." e mais tarde ressaltou: “é uma propaganda psicológica para um novo tipo de mulher que deveria, creio eu, dominar o mundo”. Marston combatia, assim, aquilo que definia para as histórias em quadrinhos da década de 1940, que para ele eram de uma "masculinidade assustadora" e seu papel seria a de um "educador", proporcionando uma reforma (ele também atuava como consultor da editora), mostrando que no contexto da época (tendo por plano de fundo a propaganda nacionalista em tempos de guerra mundial) as mulheres poderiam ser independentes tanto econômica quanto sexualmente.
Apareceu pela primeira vez nos quadrinhos na revista All Star Comics número 8, de dezembro de 1941, no contexto das aventuras da Sociedade da Justiça em que já figuravam personagens como Dr. Destino, Flash, Lanterna Verde, e outros heróis masculinos tidos como inferiores à Liga da Justiça mas, com o sucesso da personagem, ela ganhou uma revista própria já no mês de maio do ano seguinte, com a revista Wonder Woman, antes passando pela edição número 1 da revista Sensation Comics de janeiro de 1942. Sua localização então seria em algum ponto do Triângulo das Bermudas.

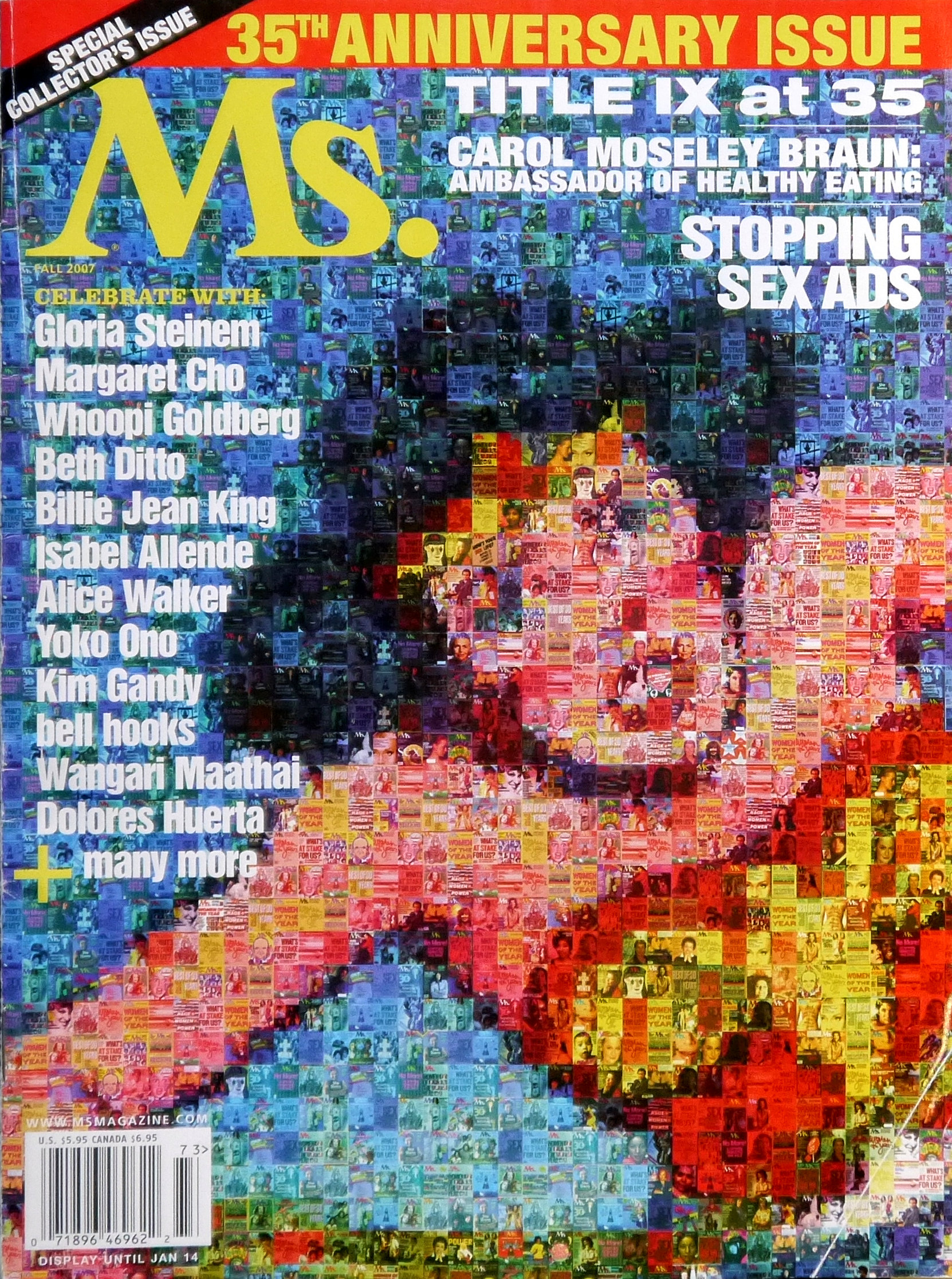
Capa da edição de 35º aniversário da revista Ms. em 2007 relembra sua primeira edição.

O lugar chegou a ser abandonado à altura dos números 170 a 200 de Wonder Woman, quando a editora se desfez de Marston e a personagem sofreu as interferências morais e culturais que os EUA passavam no final da década de 1960; em 1972 com o primeiro número da revista Ms. trazendo na sua capa "Mulher Maravilha para Presidente" foi feita uma crítica da perda do papel feminista da personagem, que colocou a DC numa situação vexatória e forçou-a a retomar até mesmo a Ilha Paraíso, que é um importante elemento da sua mitologia e que havia sido relegada ao afastamento das histórias.
Na década de 1980 a personagem foi novamente repaginada, desta feita tendo por artista o já renomado George Perez que, para não fugir aos estereótipos consolidados da personagem, juntou-se ao roteirista Greg Potter que manteve, claro, a Ilha Paraíso de Themyscira como elemento essencial para a história; apesar de preservar algumas das características originais de Marston, Perez e Potter deram sentido a elementos como o bracelete, o laço ou as cores americanas da indumentária, suas histórias foram mais ligadas aos conceitos originais dos mitos gregos; esta parceria durou cinco anos.
As edições posteriores de Mulher Maravilha — como a "Mulher Maravilha: O espírito da verdade" feita por Paul Dini e Alex Ross em 2001 — conservaram a ideia da ilha mítica e suas habitantes mulheres, e em alguns casos como em "Hiketeia" de 2002 (texto de Greg Rucka e arte por J. G. Jones) os costumes gregos verdadeiros foram mais aproximados da construção ficcional e da realidade do lugar.

## Themyscira no universo DC
Themyscira estava oculta do resto do mundo até que o piloto da Força Aérea dos EUA, Steve Trevor, cai ali por acidente; Hipólita então determina que seja realizado um torneio para levá-lo de volta, proibindo que sua filha Diana dele participasse — mas ela se disfarça e vence o certame, ganhando assim a atribuição de conduzir o piloto e, pela primeira vez, deixar a terra natal.
Mais uma vez tem-se o contexto nacionalista americano e a situação da guerra; a decisão de libertar o invasor fora tomada por recomendação das deusas Afrodite e Atena que visitam a rainha Hipólita instando para que interfira a favor dos Aliados e dos EUA; assim é que Atena diz à governanta das amazonas: "Sim, a liberdade da América e a liberdade como um todo devem ser preservadas! Você deve enviar o capitão Trevor com sua mais forte e sábia amazona — a melhor de suas mulheres-maravilhas! — para a América: a última cidadela da democracia, e da igualdade dos direitos das mulheres, precisa de sua ajuda!"
A ilha constituiu-se num país, e como tal merecedor de assento na Organização das Nações Unidas, sendo Diana Prince a sua embaixadora, o que ocorreu na fase em que a história ficou a cargo de George Perez.
Mais tarde se dispôs que Diana/Mulher Maravilha havia saído do lugar para combater o deus da guerra Ares, e acabou por se aliar à Liga da Justiça; nesta versão tanto Hipólita quanto todas as demais habitantes da ilha (exceção da Mulher Maravilha) seriam a reencarnação das amazonas, mortas pela incompreensão masculina. Na versão original de Marston, Diana saíra da Ilha Paraíso e se tornara uma enfermeira das forças armadas estadunidenses.

#### Origem das Amazonas deCharles Moulton
Na história Introducing Wonder Woman da revista All Star Comics #8 de 1941, a história de origem da mitologia da Mulher-Maravilha, era descrita na Era Dourada, nos tempos da Grécia Antiga, o planeta Terra é governado por Deuses Rivais - Ares, Deus da Guerra, e Afrodite, Deusa do Amor e da Beleza. Ares queria que seus homens governe-se com a espada, enquanto Afrodite queria que as mulheres conquiste os homens com amor. Os Guerreiros de Ares (chamado de Marte pelos Romanos) matavam seus irmãos mais fracos e os saqueavam. As mulheres eram vendidas como escravas, valiam menos que gado. Inconformada com a situação, Afrodite molda com suas próprias mãos uma raça de mulheres mais fortes que os homens, chamadas de Amazonas. Estas estatuas receberam o soprou a vida e o poder do amor. Para líder, a Rainha das Amazonas, Afrodite cedeu seu próprio cinturão mágico para serem insuperáveis. As amazonas erguem uma cidade chamada de Amazônia e derrotam todos os exércitos que as atacavam. Furioso com a "trapaça" de Afrodite, Ares persuadiu Herácles, o homem mais forte do mundo, a travar guerra contra as amazonas. Liderando um poderoso exército, Herácles desafia a bela Rainha para um combate corpo a corpo. Em batalha a clava de Herácles quebra a espada de Hipólita, mas as Amazonas continua forte graças ao cinturão e vencem a guerra. Com a derrota, Herácles decide montar um emboscada, seduzir as Amazonas para roubar o cinturão, oferece um baquete em um pacto de amizade eterna. A rainha caiu na emboscada e fica sem o cinturão. Herácles ordena a captura das mulheres que lutaram ferozmente, porém são derrotadas. O exercito aprisiona as guerreiras, saqueiam Amazônia e temendo a força das guerreiras colocam-as em correntes. Com um total desespero das amazonas, a rainha ora para sua criadora pedindo por ajuda. Atendendo o lamento da líder das amazonas, a Deusa permite que suas crias quebrem as correntes, mas solicitando que usem os braceletes confeccionado pelos captadores, para lembrança da tolice da sublimação ao domínio dos homens. Livres, elas dominam seus captores, recuperam o cinturão e vencem novamente a batalha. A imortal deusa do amor que elas cultuavam ardentemente, guia as amazonas a abandonar o mundo dos homens para fundar a própria civilização, elas navegam até mares distantes durante dias e noites até o paraíso de paz e proteção que lhes foi prometido. Na ilha paraíso elas encontram solo fértil, vegetação, variados recursos naturais e construíram uma cidade na qual homem algum poderia entrar. Enquanto a rainha possuir o cinturão mágico, elas são agraciadas pelo dom da vida eterna, desde que não permitirem serem iludidas por homens, e serão de fato a raça de Mulheres-Maravilhas. Na ilha, além do cinturão mágico, possuem a "Fonte da Juventude Eterna" onde oferece beleza e felicidade enquanto permanecem na ilha paraíso; e a Esfera Mágica dada por Atenas, a deusa da Sabedoria, através dela as amazonas possuem conhecimentos do mundo dos homens, permitindo a criação de armas e aeronaves avançadas.

### Anos 1980
Na reformulação vivida pela personagem em 1987, a Ilha Paraíso é renomeada para Themyscira e Diana/Mulher-Maravilha vive entre a ilha e seu trabalho como embaixadora junto à ONU, na edição número 1 de Wonder Woman, de fevereiro de 1987.
Ali o ambiente criado por George Perez procura resgatar o papel da Mulher-Maravilha (e das amazonas) como ícone feminista: Themyscira apresenta-se como um lugar sustentável tanto social quanto ambientalmente, em contraposição ao "Mundo do Homem" que é decadente: corrupto, poluído e tomado pelo crime.
As amazonas são, neste contexto, figuras ressuscitadas pelas deusas Artêmis, Atena, Afrodite, Héstia e Deméter a partir das mulheres que haviam sido mortas pelos homens, e tinham por missão ensinar à humanidade o  "Caminho de Gaia" e proteger a humanidade.Cada Amazona recebeu habilidades dos deuses olímpicos,sendo consideradas "mulheres maravilhas" 

### Crise Final
No arco de histórias da Mulher-Maravilha Rise of the Olympian da roteirista Gail Simone lançado em 2008 no contexto da Crise Final, Themyscira ocupa um papel central, como a própria artista anunciou à época: "Themyscira desempenha um papel, e muitas das coisas que as pessoas têm ansiado para ver, como o retorno das amazonas, vai acontecer bem aqui nesta história. Vamos ver novamente por que as amazonas são tão legais. Artistas, caçadoras, guerreiras, poetas, amantes, as Amazonas são um dos conceitos mais legais do Universo DC e vamos mostrar cada pedaço disso." Ali a Mulher Maravilha fora proibida de retornar à ilha natal e, quando sabe que sua mãe Hipólita corre perigo, faz um acordo com o deus polinésio Kane jurando-lhe fidelidade a fim de poder voltar.

### Terra Um
Em 2016 a personagem Mulher Maravilha sofreu uma nova recontagem da sua história, desta feita com roteiro por Grant Morrison, no contexto do Multiverso criado pela DC, e que se desenrola na Terra Um (daí o título original Wonder Woman - Earth One, com arte de Yanick Paquette); nesta versão cujo surgimento data de 2009 logo após o desfecho da "Crise Final", a princesa Diana é retratada como uma jovem que vive em conflito com a mãe, ansiando por se livrar do jugo materno e, assim, deixar a Ilha Paraíso; outras grandes mudanças foram operadas por Morrison: Steve Trevor agora é negro, a sexualidade de Diana também sofre mudanças, bem como a forma de seu nascimento (fruto de relacionamento de Hipólita com Hércules).
Neste contexto Morrison imaginou que, sobre a ideia original de Marston de que as amazonas ficaram três mil anos isoladas, haviam desenvolvido ali tecnologias, filosofias e arte próprias; desta forma ele também procedeu à atualização das roupas usadas que, segundo disse, não poderiam seguir aquilo que os gregos usavam há milênios; desta forma, criou-se uma estética nova para o lugar.
Ao largo dessas mudanças, Morrison também optou por fazer uma Mulher Maravilha menos violenta (desaparecem ali o escudo e uma espada, pois ela já possui os braceletes e o laço); por outro lado a avançada tecnologia e a força física superior das habitantes de Themyscira surpreende o exército, o que também ocorre com a forma com a qual ela lida com as situações, sempre usando antes de tudo a inteligência do que a força física.
Neste ambiente puramente feminino Diana tem uma amante, chamada Mala; a ideia parte do princípio de que, durante os três milênios de isolamento fez com que as habitantes da ilha desenvolvessem também formas de se relacionar; neste contexto o relacionamento de Diana não seria propriamente "lésbico", como se pode depreender ao longo da história. De fato, os costumes ali se desenvolvem de forma ritualística, repetitiva até, criando um ambiente sufocante do qual Diana anseia escapar.
Nesta versão, Hércules ressurge como um modelo masculino de dominação que estava presente ainda na versão original de Marston, embora Morrison tenha procurado não usar os recursos de poderes divinos para os deuses olímpicos. Hércules assim tem papel importante pois foi sua presença que levou as amazonas ao isolamento.
Todo esse enredo leva a uma situação de maiores tensões entre Diana e sua mãe, como ainda com relação a Steve Trevor, e deste para com as amazonas; este enredo coincidiu em muitos pontos com o criado pelo roteirista Brian Azzarello da série regular da Mulher Maravilha, embora este último tenha abstraído os homens completamente da história das amazonas.
A despeito disto o feminismo apresentado na sociedade feminina de Themyscira surge quase banal, e a solidariedade feminina ali não se reflete para com as mulheres que vivem no mundo dos homens, pelas quais demonstram as amazonas total desprezo.

## Série televisiva dos anos 1970

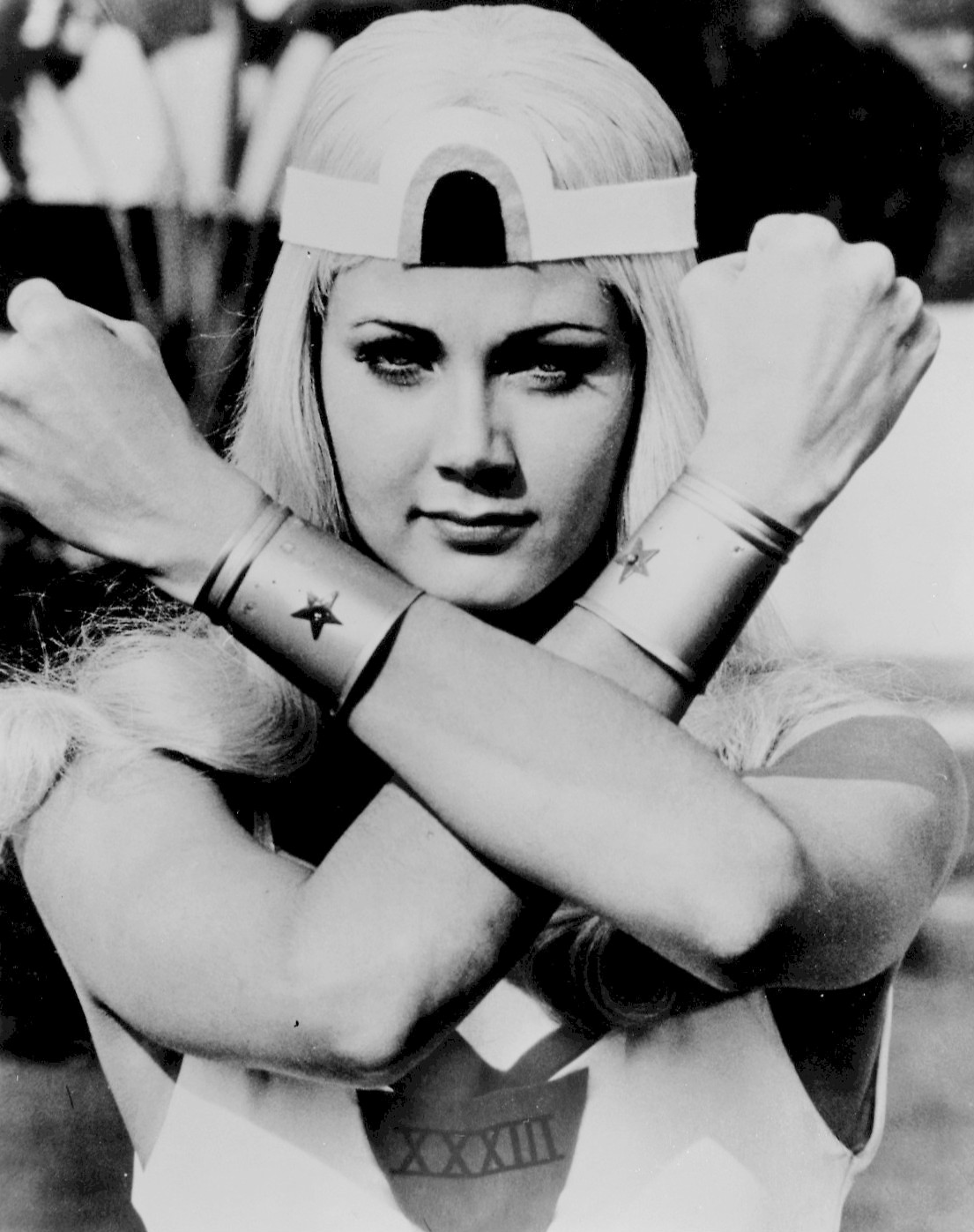
Lynda Carter era Diana de Themyscira, na TV dos anos 1970.

Após uma tentativa fracassada de transformar a história da Mulher-Maravilha num seriado televisivo na década de 1960, finalmente em 1974 foi realizado um telefilme estrelado por Lynda Carter e depois transformado em série no ano seguinte pela ABC que, entretanto, a cancelou ainda na primeira temporada; isto levou a retomada pela concorrente CBS, mas com uma modernização da personagem e o abandono da Ilha Paraíso no enredo.
A personagem, contudo, manteve uma imagem da heroína como uma figura distante daquela idealizada por Marston, ou seja, um ideal de beleza e empoderamento distante das demais mulheres, como imposto no código moral dos quadrinhos da década de 1950.
Em 2016, por ocasião do 75º aniversário de lançamento da personagem, que desde o princípio se fizera embaixadora de Themyscira na ONU, Lynda Carter e também a mais recente atriz a viver a heroína Gal Gadot, estiveram presentes quando a entidade promoveu a Mulher-Maravilha a embaixadora honorária da ONU para o empoderamento de mulheres e meninas.

## Filme de 2017

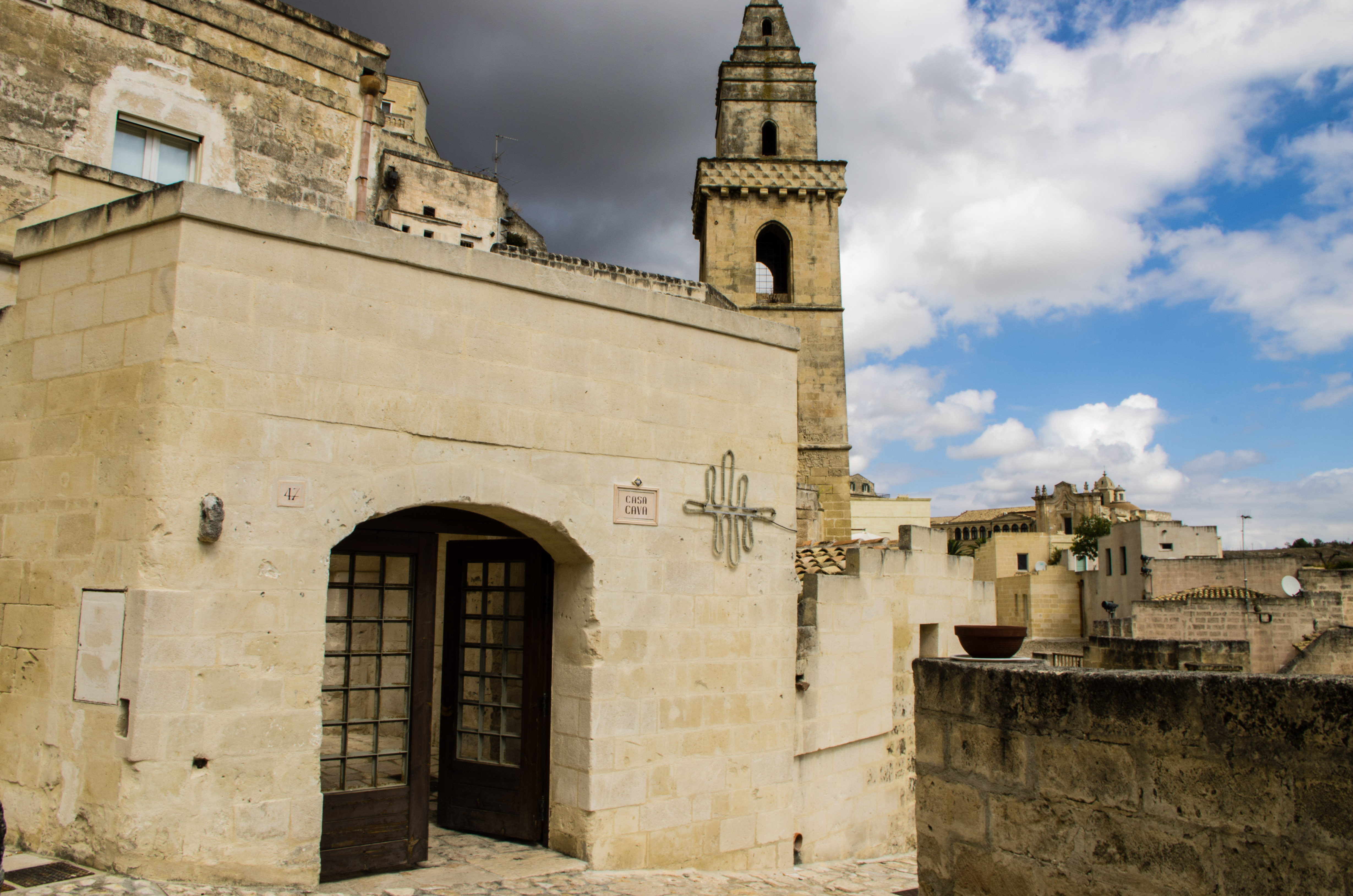
Vista de Matera, uma das locações para Themyscira.

No filme de 2017 da Mulher-Maravilha, interpretada pela atriz Gal Gadot, a ilha volta ao centro das atenções, mostrando a criação da personagem pela família; segundo o produtor Charles Roven, “Themyscira é influenciada pela cultura grega, mas é claramente mais que apenas isso. É um lugar que possui uma aura um tanto quanto 'nunca estive nesse lugar'. Mas assim que você está lá, você não vai querer sair tão rápido.” Ambientado no período da I Guerra Mundial, o filme mostra a evolução da Princesa Diana até se tornar a heroína aos cuidados da mãe e das tias, a General Antíope e Menalippe — sendo Diana a única criança que as três criaram juntas, cada uma manifestando uma forma diferente de amá-la.
A Itália foi o país em que foram rodadas as cenas que apresentam Temyscira no filme, sendo um dos cenários escolhidos a cidade de Matera.

## Homossexualidade em Themyscira
Themyscira além de ser habitada apenas por mulheres, onde os homens não eram bem-vindos ou mesmo tolerada sua presença, tinha a sua situação insular ao invés de uma cidade como no mito grego numa possível referência à ilha de Lesbos.
A condição de bissexualidade de suas habitantes é aventada com naturalidade pelo roteirista das histórias em 2016, Greg Rucka, situação que ele imagina também para a Mulher Maravilha; segundo ele “Tivemos uma longa história de pessoas que, por vários motivos, só apontavam o dedo para as amazonas e as chamavam de homossexuais. E, quando você começa a pensar no conceito de Themyscira, a resposta é: ‘como elas não estão em relacionamentos entre si?’ Não faz sentido pensar diferente”.
Rucka continua: “A ilha deveria ser um paraíso. Você deveria ter a chance de ter um parceiro em um contexto no qual as pessoas possam viver felizes, e parte disso é poder ser relacionar de um jeito romântico. E lá, a única opção são mulheres"; para ele imaginar que Diana havia saído da ilha apenas por ter se apaixonado por Steve Trevor seria diminuir a personagem: ela saiu dali para conhecer o mundo, num sacrifício voluntário, e não pelo amor de Steve ou de qualquer outro homem.
Ele ressalta, contudo, que as habitantes do lugar não veem tais relações como lesbianismo pois ali as pessoas são o que são, sem se importarem com qualquer estereótipo.